# Rossiglione
Rossiglione ist eine italienische Gemeinde in der Metropolitanstadt Genua mit 2509 Einwohnern (Stand 31. Dezember 2023).

## Lage
Die Gemeinde ist bezüglich des Territoriums die weitläufigste des Tals Stura. Zusammen mit drei weiteren Kommunen bildet Rossiglione die Berggemeinde Valli Stura e Orba. Mit dem Gemeindeland liegt die Kommune im Naturpark Beigua. Die Entfernung zu der ligurischen Hauptstadt Genua beträgt ungefähr 41 Kilometer, die zu der piemontesischen Provinzhauptstadt Alessandria liegt bei etwa 45 Kilometer.
Nach der italienischen Klassifizierung bezüglich seismischer Aktivität wurde Rossiglione der Zone 4 zugeordnet. Das bedeutet, dass sich die Gemeinde in einer seismisch inerten Zone befindet.

## Klima
Manchmal schüttet es dort große Regenmengen wie aus Kübeln herab, so Anfang Oktober 2021 als an einem Tag 848 Liter pro Quadratmeter an der Messstation im Ort registriert wurden.

## Söhne und Töchter
- Cesare Nosiglia (* 1944), katholischer Geistlicher, emeritierter Erzbischof von Turin

## Einzelnachweise

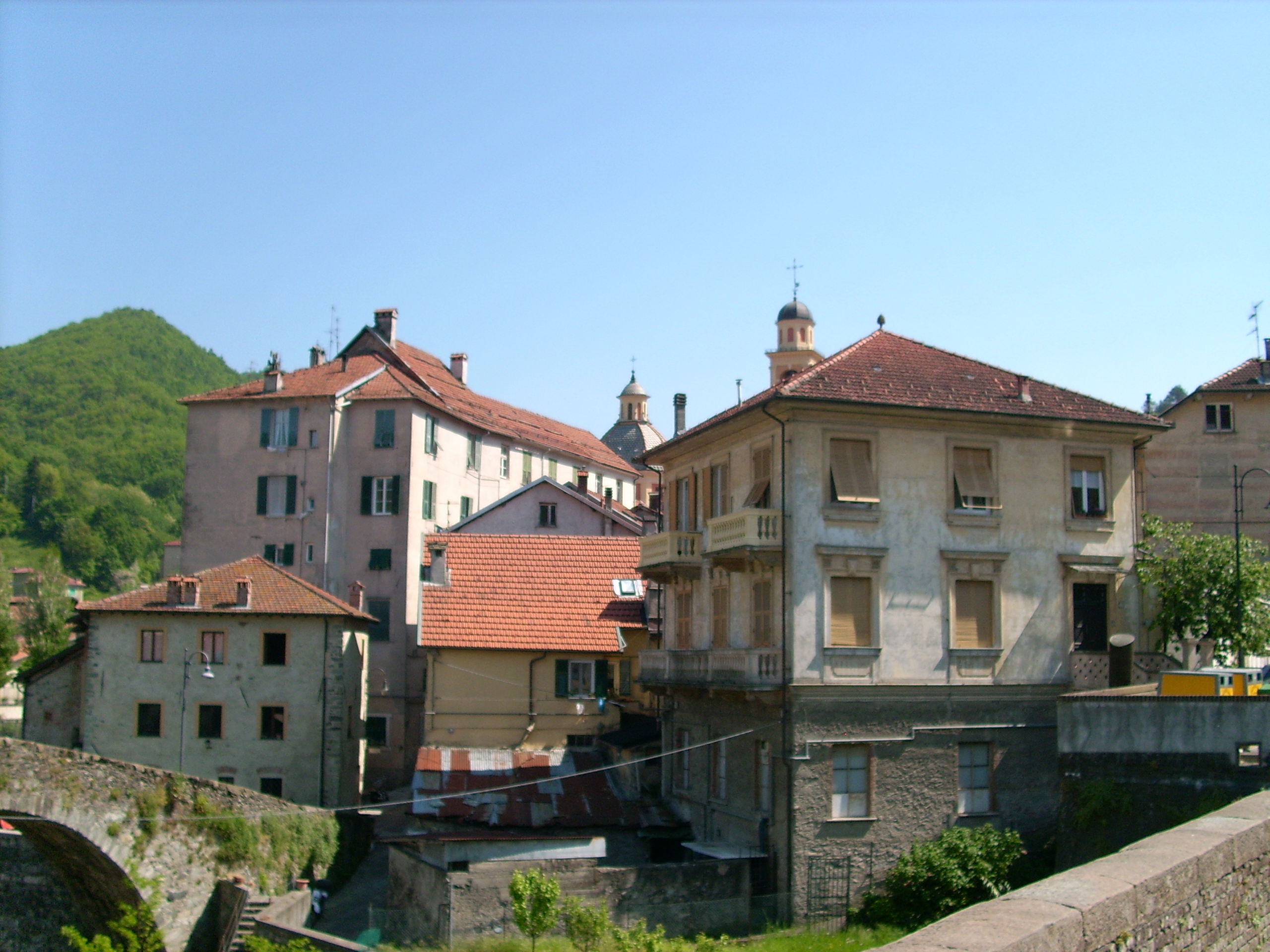
Rossiglione Inferiore